# Pablo Delavan
Pablo T. Delavan war ein Astronom am La Plata Observatorium.
Am 27. Oktober 1913 entdeckte er den nach ihm benannten Kometen Delavan, der wechselweise die Bezeichnung 1913 f bzw. 1914 V führt. 
Dieser Komet flog 1914 durch das innere Sonnensystem und war einer der hellsten Kometen überhaupt. Erst in 24 Millionen Jahren ist er wieder sichtbar.